# Galinki (województwo warmińsko-mazurskie)
Galinki (niem. Klein Gallingen) – osada w Polsce położona w województwie warmińsko-mazurskim, w powiecie bartoszyckim, w gminie Bartoszyce. Miejscowość wchodzi w skład sołectwa Gromki. W latach 1975–1998 miejscowość administracyjnie należała do województwa olsztyńskiego.
Dawny folwark, należący do majątki ziemskiego Galiny grafów zu Eulenburg.
W 1983 r. był tu PGR, będący częścią państwowego gospodarstwa rolnego Kosy